# Hypena commixtura
Hypena commixtura är en fjärilsart som beskrevs av Swinhoe 1918. Hypena commixtura ingår i släktet Hypena och familjen nattflyn. Inga underarter finns listade i Catalogue of Life.